# Patrick Kinigamazi
Patrick Kinigamazi est un boxeur professionnel né au Rwanda le 2 mars 1983 et vivant en Suisse depuis 1998.

## Carrière
Il boxe en Suisse, réside à Thônex est membre du club pugilistique de Carouge. Passé professionnel en boxe anglaise en 2006, Kinigamazi remporte le titre de champion de Suisse professionnel des poids légers le 30 septembre 2007 face à Martino Ciano. 
Il est en revanche battu au points en 2011 par le français Guillaume Frénois pour le titre de l'Union Francophone de Boxe (UFB). Le 18 novembre 2016, il remporte par décision unanime le titre de champion de l'African Boxing Union (ABU) des poids légers face au congolais Clark Telamanou.
Patrick Kinigamazi a par ailleurs été quatre fois champion d'Europe de Full-Contact en 2007 et 2008 (3 fois rejoué) et a également obtenu le titre de champion du monde de Full-Contact en 2009, qu'il conserva en 2010 face au français Michaël Guccione.
Il a aussi été à 5 reprises champion du monde WBF des poids plumes de boxe anglaise, 2 fois en 2017, 2 fois encore en 2018, et 1 fois en décembre 2019.